# Peter Kurt Burkowitz
Peter Kurt Burkowitz (* 13. Juni 1920 in Königsberg (Preußen); † 29. Juni 2012 in Hannover) war ein deutscher Tontechniker.

## Leben
Burkowitz begann als Nachrichtentechniker in der Deutschen Wehrmacht. Nach dem 2. Weltkrieg arbeitete er beim Aufbau der Aufnahmetechnik des RIAS in Berlin und machte erste Erfahrungen als Aufnahmeingenieur. In dieser Zeit entdeckte er auch die Qualitäten der Siemensvilla und der Jesus-Christus-Kirche Dahlem als hervorragende Aufnahmeräume.
Zahlreiche Erfindungen und Entwicklungen in der Audiotechnik gehen auf ihn zurück, so leistete er Vorarbeiten für die Einführung der Stereofonie und konstruierte das vierspurige REDD Mischpult, das u. a. die Beatles in den Abbey Road Studios benutzten.
1953 wurde Peter K. Burkowitz Leiter der Studiobetriebe der Electrola und Carl Lindström Gesellschaft in Köln-Braunsfeld, deren Direktor er 1962 wurde. 1967 wechselte er zur Polygram nach Hannover, wo er ab Ende der 1970er Jahre maßgeblich an der Einführung der digitalen Aufnahmetechnik mitwirkte.
Peter K. Burkowitz hat 1970 die Audio Engineering Society Europe begründet, deren Vorsitzender er dreimal war. 1979 wurde er als erster Europäer zum Präsident der AES gewählt und 1984 zum Ehrenmitglied ernannt. Ferner war er im Verband Deutscher Tonmeister aktiv.

## Hörspiele (Auswahl)
Technische Realisierung:
- 1951: V. R. Becker, Shelagh Fraser: Sechs im ersten Rang – Regie: Karl Metzner (Hörspiel – RIAS Berlin)
- 1951: Christian Bock: Der Desillusionist – Regie: Hanns Korngiebel (Original-Hörspiel – RIAS Berlin)
- 1952: Eugène Scribe: Wir gehen ins Theater: Das Glas Wasser (Theatermitschnitt) – Regie: Hanns Korngiebel (Hörspielbearbeitung – RIAS Berlin)
- 1952: Robert Cedric Sherriff: Um sieben Uhr zu Hause – Bearbeitung und Regie: Hanns Korngiebel (Kriminalhörspiel – RIAS Berlin)
- 1953: Hermann Sudermann: Wir gehen ins Theater: Die Schmetterlingsschlacht (Theatermitschnitt) – Regie: Walter Süssenguth (Hörspielbearbeitung – RIAS Berlin)

Quelle: ARD-Hörspieldatenbank